# Epimeria quasimodo
Epimeria quasimodo ist eine Art der Flohkrebse aus der Gattung Epimeria. Die Art lebt im Meer (marin), ausschließlich im Südpolarmeer.

## Merkmale
Epimeria quasimodo erreicht eine Körperlänge bis zu 50 Millimeter. Sie ist überwiegend rot gefärbt, wobei das rote Pigment ein unregelmäßiges, feines Fleckenmuster bildet, seltener sind überwiegend hell gefärbte Individuen mit einer ähnlichen, aber weniger ausgedehnten roten Musterung. Auch die Augen sind rot gefärbt. Wie alle verwandten Arten ist das Exoskelett von Epimeria quasimodo dick und durch harte Kalkeinlagerungen stark gepanzert, die Rumpfsegmente tragen auf der Oberseite einen deutlichen Kiel. Von den Peraeon- und Pleonplatten des Thorax und Abdomen sind bei der Art die ersten Peraeonplatten glatt, die zweiten und dritten weisen eine kleine Beule auf. Von den vierten Peraeon- bis zu den dritten Pleonplatten sind sie breit und niedrig gekielt, aber ohne Zähne. Die Peraeonplatten sieben und Pleonplatten eins bis drei besitzen eine flache grubenartige Einsekung. Das Rostrum ist mittellang, es überragt das Ende des ersten Segments der ersten Antennen. Es ist auf der Unterseite gerade. Die Augen sind relativ groß und oval geformt.
Die Art ist von der ähnlichen Epimeria georgiana, der sie in der allgemeinen Körpergestalt gleicht und mit der sie bis 2017 verwechselt wurde, an folgenden Merkmalen unterscheidbar: Die Hüfte (Coxa) des vierten Beinpaars ist an den Vorderecken stumpfeckig, nicht spitzeckig, die äußere hintere (posterodistale) Ecke der Basis (eines Beinglieds) der Peraeopoden fünf bis sieben trägt an den Seiten einen deutlichen Fortsatz. Von der ebenfalls sehr ähnlichen Epimeria linseae unterscheidet vor allem die Gestalt des Rostrums.
Die Epimeria-Arten der südlichen Meere wurden wegen ihrer kuriosen Gestalt und lebhaften Färbungen schon mit lebenden Edelsteinen verglichen.

## Verbreitung und Biologie
Die Art ist bekannt vom Meeresboden von Elephant Island bis zur Spitze der antarktischen Halbinsel, in Wassertiefen von 131 bis zu 407 Meter. Sie gilt in ihrem Habitat als häufige Art. Wie alle Arten der Gattung (mit Ausnahme der Untergattung Epimeriella) ist Epimeria quasimodo ein benthischer (am Meeresboden lebender) Organismus mit geringer Fähigkeit, im freien Wasser zu schwimmen.
Nach Analyse des Darminhalts ernährt sich die Art räuberisch.

## Taxonomie
Die Art wird innerhalb der Gattung der Untergattung Hoplepimeria zugeordnet und ist deren Typusart. Sie ist im Prinzip schon seit längerer Zeit bekannt, wurde aber bis 2017 mit der ähnlichen Epimeria georgiana Schellenberg, 1931 verwechselt. Nach den neueren Erkenntnissen ist aber Epimeria georgiana in ihrer Verbreitung auf die Küsten von Südgeorgien beschränkt. Die Art wurde, gemeinsam mit 26 anderen südpolaren Arten der Gattung im Jahr 2017 neu beschrieben. Dabei wurde die Gattung Epimeria in acht Untergattungen gegliedert, von denen nur eine (Epimeria s. str.) nicht auf das Südpolarmeer beschränkt ist.
Nach neueren Untersuchungen deutet sich an, dass die südpolaren Epimeria-Arten mit denjenigen aus temperaten Gewässern keine gemeinsame Klade bilden. Wenn sich diese Ergebnisse bestätigen sollten, müsste die Art in eine neue Gattung versetzt werden.
Das Typusmaterial der Artbeschreibung stammt von einer Polarexpedition des deutschen Forschungsschiffs Polarstern.

## Namensgebung
Die Art ist nach der Figur Quasimodo in dem oft verfilmten historischen Roman Der Glöckner von Notre-Dame von  Victor Hugo benannt. Anlass für die Namensgebung war die in Seitenansicht bucklig wirkende Körpergestalt.